# Подъельное (Костромская область)
Подъельное — деревня в Красносельском районе Костромской области. Входит в состав Прискоковского сельского поселения.

## География
Находится в юго-западной части Костромской области на расстоянии приблизительно 18 км на восток-юго-восток по прямой от районного центра поселка Красное-на-Волге.

## История
Известна с 1872 года, когда здесь было учтено 8 дворов, в 1907 году отмечено было 18 дворов.

## Население
Постоянное население составляло 61 человек (1872 год), 82 (1897), 64 (1907), 18 в 2002 году (русские 83 %), 11 в 2022.